# FNG NV
FNG NV was een Belgisch modehuis met maatschappelijke zetel in Mechelen.

## Geschiedenis

### Oprichting en expansie
Het bedrijf is opgericht in 2003 door drie burgerlijk ingenieurs die samen hadden gestudeerd aan de KU Leuven: Dieter Penninckx, zijn echtgenote Anja Maes en Manu Bracke. Ze kochten samen een bedrijf dat kinderkleding importeerde. Aanvankelijk richtten ze zich dan ook op kindermode. Het eigen label "Fred & Ginger" werd in 2006 geïntroduceerd. De naam is een verwijzing naar het dansduo Fred Astaire en Ginger Rogers.
Het bedrijf kende een sterke groei zowel door het uitbouwen van eigen als door overnamen van bestaande merken. In 2008 nam FNG Group het Belgische merk Van Hassels over en in 2009 CKS. In 2012 en 2013 werden de Nederlandse merken Claudia Sträter respectievelijk Expresso overgenomen. Door deze overnamen richtte de groep zich meer op dameskleding en meer dan de helft van de omzet werd in Nederland gerealiseerd.
In 2008 werd de groep een beursgenoteerd bedrijf op Euronext Brussels. Het bereikte dat jaar een omzet van 20 miljoen euro. In het boekjaar 2012-2013 was dat gestegen tot 92 miljoen euro. De groep heeft meer dan 100 eigen winkels en daarnaast worden haar producten verdeeld in meer dan 1.200 winkels wereldwijd.
In 2019 werd het Scandinavisch e-commerce-bedrijf Ellos group Holding AB overgenomen voor 229 miljoen euro.

### Betalingsproblemen en faillissement
In 2019 kampte het bedrijf met grote verliezen. In mei 2020 is FNG gaan onderhandelen met obligatiehouders over uitstel van terugbetaling van schulden. Op 22 juni 2020 kondigde het bedrijf aan ontslag aan te vragen voor 287 medewerkers in België. In België werden 47 winkels gesloten, waaronder Brantano-vestigingen en alle 17 Fred & Ginger-winkels. FNG vroeg bij de rechtbank bescherming aan tegen zijn schuldeisers.
Pogingen om nieuw kapitaal op te halen mislukten en op 30 juli 2020 vroeg FNG faillissement aan voor de meeste Belgische onderdelen, waaronder Fred & Ginger en Brantano. Voor de activiteiten in Nederland is uitstel van betaling aangevraagd. Op 3 augustus 2020 werd door de Mechelse ondernemingsrechtbank van 21 Belgische vennootschappen van FNG het faillissement uitgesproken. Vier dagen later werd ook FNG Nederland, het moederbedrijf van de Nederlandse winkels van Miss Etam, Claudia Sträter, Steps en Expresso, failliet verklaard. In september 2020 maakten de winkels die behoorden tot FNG Nederland een doorstart onder de nieuwe eigenaar Martijn Rozenboom.

### Gerechtelijk onderzoek
Op 11 mei 2020 werd de beursnotering van FNG opgeschort en werd er een onderzoek ingesteld door de FSMA. In juli 2020 werd bekend dat het voormalige management rond Dieter Penninckx door de FSMA voor het gerecht wordt gebracht vanwege verdenking van manipulatie van de aandelenkoers van FNG door de markt onjuist te informeren. Daarnaast worden zij verdacht van valsheid in geschrifte, het indienen van valse jaarrekeningen, misbruik van vennootschapsgoederen het niet willen meewerken met de FSMA en witwassen. In de jaren voorafgaand aan het faillissement werd bij FNG 110 miljoen euro weggesluisd via het Nederlandse bedrijf FIPH.
Op 11 september 2020 werden Penninckx en zijn vrouw Anja Maes gerechtelijk aangehouden omdat zij zich niet aan de door het gerecht opgelegde voorwaarden (zoals het contactverbod) hielden. Penninckx werd opgesloten in de gevangenis van Mechelen en Maes kreeg een enkelband. De Antwerpse kamer van inbeschuldigingstelling liet Penninckx op 20 oktober 2020 vrij onder voorwaarden.

### Faillissement FNG Group
Het faillissement van FNG hing al een tijdje in de lucht nadat het bedrijf in 2021 de kans had gemist om zijn Scandinavische dochter Ellos naar de beurs te brengen of op een andere manier nieuw kapitaal op te halen. De holding maakt in een persbericht bekend dat het op vrijdag 18 februari 2022 het faillissement zal aanvragen bij de ondernemingsrechtbank Antwerpen, afdeling Mechelen. Voor de aandeelhouders en obligatiehouders van FNG en de diverse vennootschappen was de kans om nog veel te recupereren hoe dan ook klein. Maar toch belooft dit faillissement nog een lange staart te krijgen. De curatoren die aangesteld zullen worden, kunnen zich verwachten aan claims van diverse partijen.

## Merken
- Fred & Ginger (winkels gesloten in 2020)
- Baker Bridge (dameskleding en kinderkleding voor iets oudere kinderen)
- Van Hassels (dames- en kinderkleding; overgenomen in 2008)
- CKS (dames- en kinderkleding; overgenomen in 2009)
- Claudia Sträter (dameskleding; in 2012 overgenomen; in september 2020 doorstart onder andere eigenaar)
- Expresso (dameskleding; overgenomen in 2013; in september 2020 doorstart onder andere eigenaar)
- Steps (dameskleding; overgenomen van Coltex in 2015; in september 2020 doorstart onder andere eigenaar)
- Superstar (dameskleding; overgenomen van Coltex in 2015)
- Brantano (schoenenwinkel; overgenomen in 2016; faillissement in 2020; doorstart van veertig Vlaamse winkels door VanHaren)
- Miss Etam (dameskleding; overgenomen in 2016; in september 2020 doorstart onder een andere eigenaar)[20]
- Theo Henkelman Schoenen B.V (importeur schoenen; overgenomen in 2018)[21]
- Ellos (verworven met de overname van Ellos in 2019)[7]
- Jotex (verworven met de overname van Ellos in 2019)[7]
- Stayhard (verworven met de overname van Ellos in 2019)[7]
- Homeroom (verworven met de overname van Ellos in 2019)[7]